# Eirene (Tochter Ptolemaios’ I.)
Eirene (altgriechisch Εἰρήνη Eirḗnē) war eine Ende des 4. und Anfang des 3. Jahrhunderts v. Chr. lebende Tochter des ägyptischen Herrschers Ptolemaios I. und der athenischen Hetäre Thaïs.
Sie wurde zu einem in der Forschung umstrittenen Zeitpunkt – die Datierungsansätze schwanken zwischen 320 und 295 v. Chr. – und unter nicht näher bekannten Umständen die Gemahlin des der Ptolemäerdynastie ergebenen Stadtkönigs Eunostos von Soloi auf Zypern.